# Elezioni presidenziali in Montenegro del 2008
Le elezioni presidenziali in Montenegro del 2008 si tennero il 6 aprile. Furono le prime elezioni dall'indipendenza dalla Jugoslavia e le prime dal 1997 a raggiungere il quorum del 50%.

## Risultati
| Candidati         | Partiti                                           | Voti    | %     |
| ----------------- | ------------------------------------------------- | ------- | ----- |
| Filip Vujanović   | Partito Democratico dei Socialisti del Montenegro | 171 118 | 51,89 |
| Andrija Mandić    | Partito Popolare Serbo                            | 64 473  | 19,55 |
| Nebojša Medojević | Movimento per i Cambiamenti                       | 54 874  | 16,64 |
| Srđan Milić       | Partito Popolare Socialista del Montenegro        | 39 316  | 11,92 |
| Totale            | Totale                                            | 329 781 | 100   |